# Ölbergkapelle (Leutesdorf)

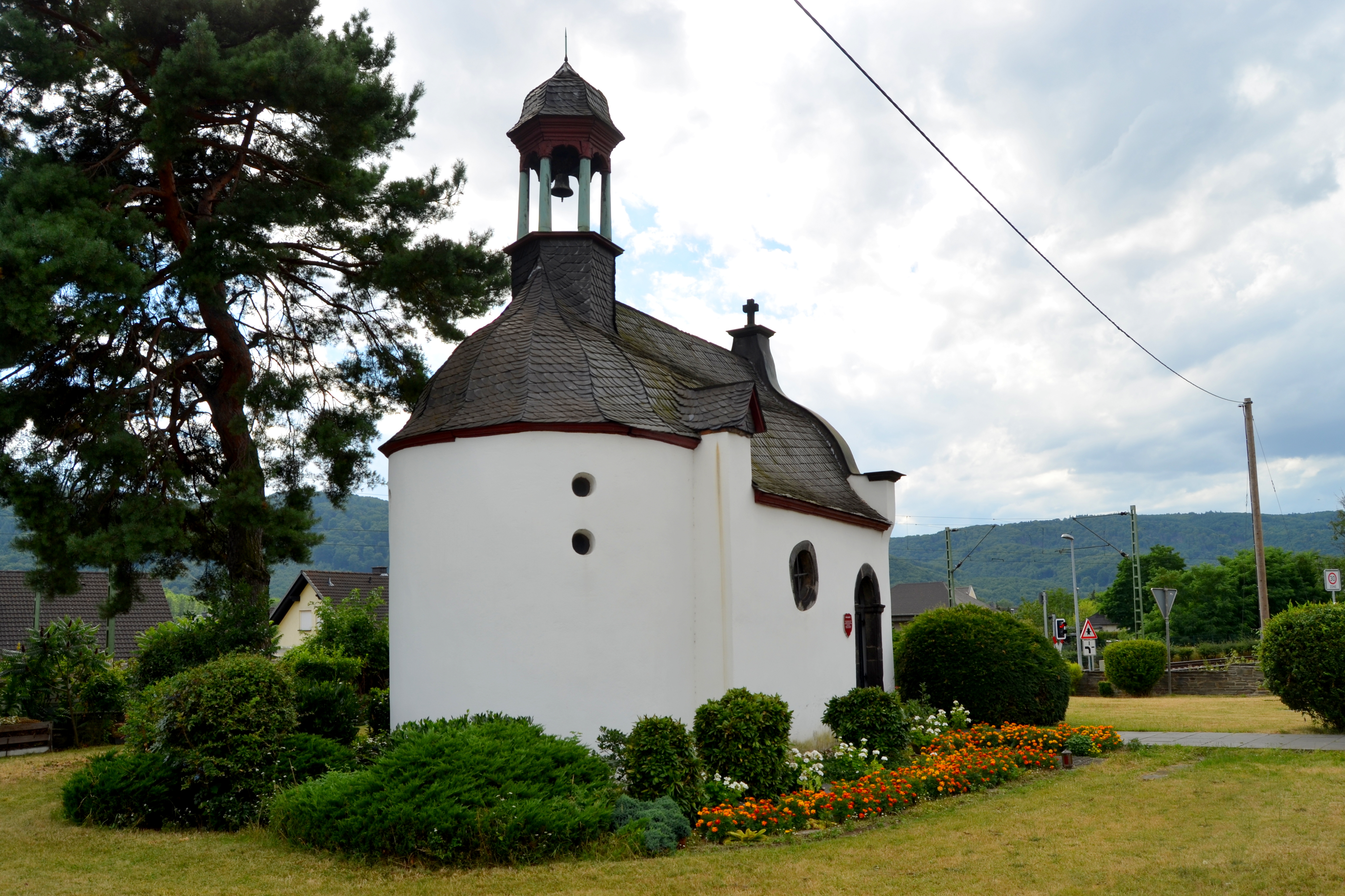
Ölbergkapelle

Die Ölbergkapelle ist eine denkmalgeschützte Grabkapelle in der Ortsgemeinde Leutesdorf im Landkreis Neuwied in Rheinland-Pfalz.

## Geschichte

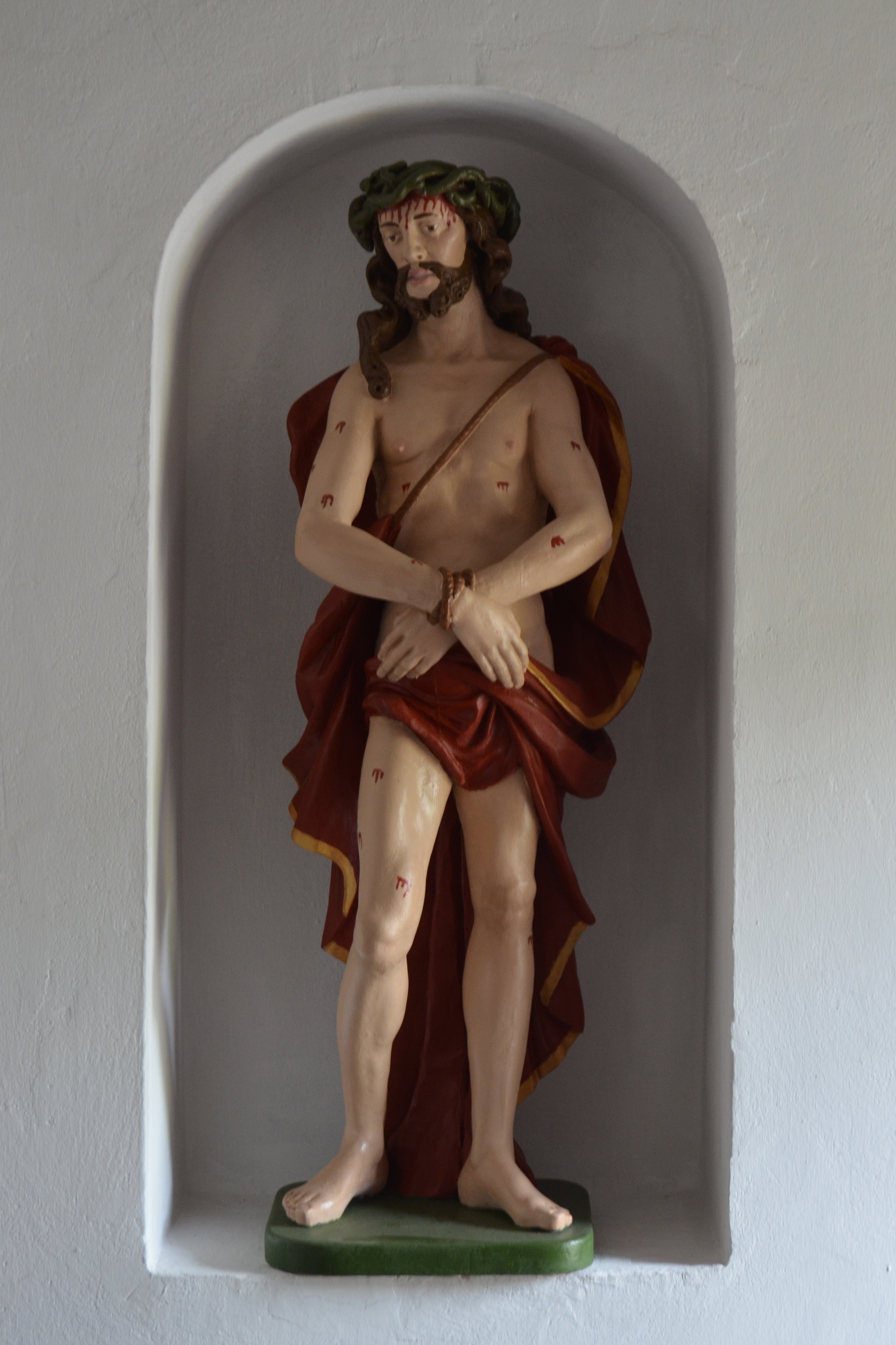
Schmerzensmann

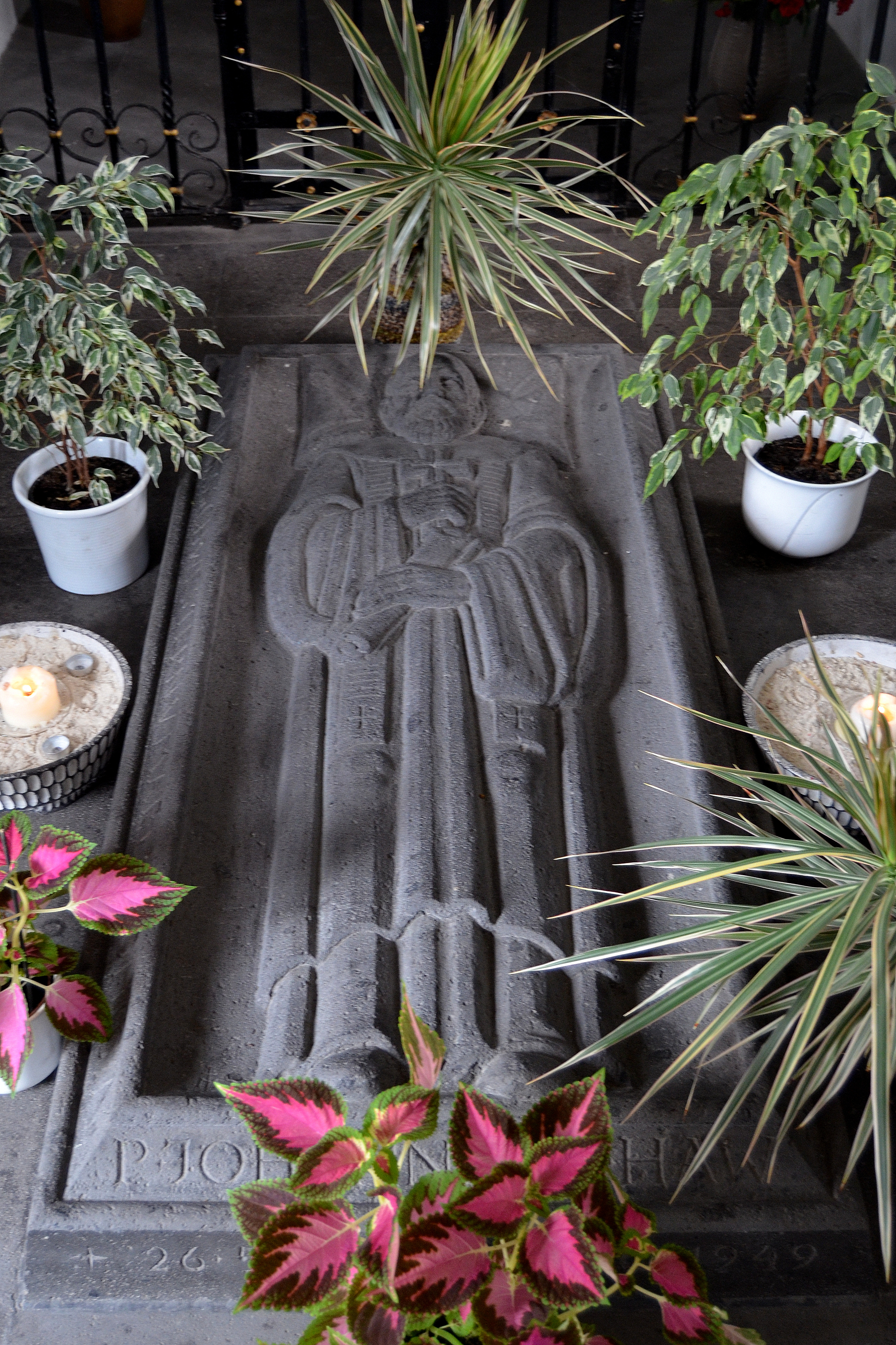
Grablege für Pater Johannes Haw

Die barocke Ölbergkapelle wurde 1684 gegenüber der Wallfahrtskirche Heiligkreuz errichtet. Die benötigten Gelder stammten aus dem Vermögen des Brühler Vikars Johannes Distler, Angehöriger des im 12. Jahrhundert in Jerusalem gegründeten Ordens der Kanoniker vom Heilig Grab. Dieser Orden kümmerte sich um die Pflege der heiligen Stätten im Heiligen Land. Distler war von 1677 bis 1717 für die Betreuung der Heiligkreuz-Pilger verantwortlich. Laut einer Inschrift in der Nordwand war er der Erbauer der Ölbergkapelle.

## Beschreibung
Die Ölbergkapelle ist 5 m lang. Die Glocke in dem Türmchen über der halbrunden Apsis trägt die Aufschrift: WAN ICH LEUTE DREI MAHL DAN IST DER STERBENDE IN HÖCHSTER QUAL.
Ein Skulpturenensemble im Innern zeigt den knienden, Blut schwitzenden Christus und ihm gegenüber Gottvater als Halbfigur in einem schmalen Wolkenband. Eine weitere Christusdarstellung als Schmerzensmann befindet sich in einer Nische der gegenüber liegenden Wand.
Heutzutage ist die Ölbergkapelle die Grablege für Pater Johannes Haw (gest. 1949), der in Leutesdorf die Ordensgemeinschaften der Johannesschwestern von Maria Königin und der Missionare vom Hl. Johannes dem Täufer gründete. Rings um die Kapelle liegen die zur Gründergeneration dieser Orden gehörigen Patres, Brüder und Schwestern.

## Denkmalschutz
Die Ölbergkapelle ist in der Liste der Kulturdenkmäler in Leutesdorf verzeichnet.